# Adelpha herbita
Adelpha herbita is een vlinder uit de onderfamilie Limenitidinae van de familie Nymphalidae. De wetenschappelijke naam van de soort werd in 1907 gepubliceerd door Gustav Weymer.